# Pitrufquén
Pitrufquén ist eine Stadt in Süd-Chile und liegt in der Región de la Araucanía. Sie hat etwa 20.000 Einwohner (2004) mit Umland.
Der Name der Stadt kommt aus der Sprache Mapuche, dem Mapudungun und heißt so viel wie Aschestaub.

## Geografie und Klima
Die Stadt liegt etwa 30 km südlich von Temuco am Fluss Río Toltén. Sie liegt an der Panamericana und ist ein Verkehrsknotenpunkt für Reisende nach Villarrica und Pucón.
Der Klima ist mediterran.

## Geschichte
Die Besiedlung begann 1836, als der Kazike Felipe Paillalef Land an 290 Siedler vergab. Im späten 19. und frühen 20. Jahrhundert kamen Einwanderer europäischer Herkunft, hauptsächlich Deutsche, Schweizer und Niederländer, in das heutige Kommunalgebiet mit dem Ziel, diese Region zu bevölkern und zu urbanisieren sowie landwirtschaftliche und industrielle Aktivitäten auf lokaler Ebene zu entwickeln. Ab 1898 begann der umfangreiche Ausbau der Landwirtschaft. Am 3. Mai 1903 wurde Pitrufquén offiziell gegründet.
Es sind zwei Versionen über den Ursprung des Namens Pitrufquén bekannt. Die eine besagt, dass der Name sich von pichi, „klein“ und lauquen, „Meer“, ableitet. Die andere Version besagt, dass der Name von piti und truquen herrührt, was „zwischen Asche“ oder „viel Asche“ bedeutet.

## Sehenswürdigkeiten

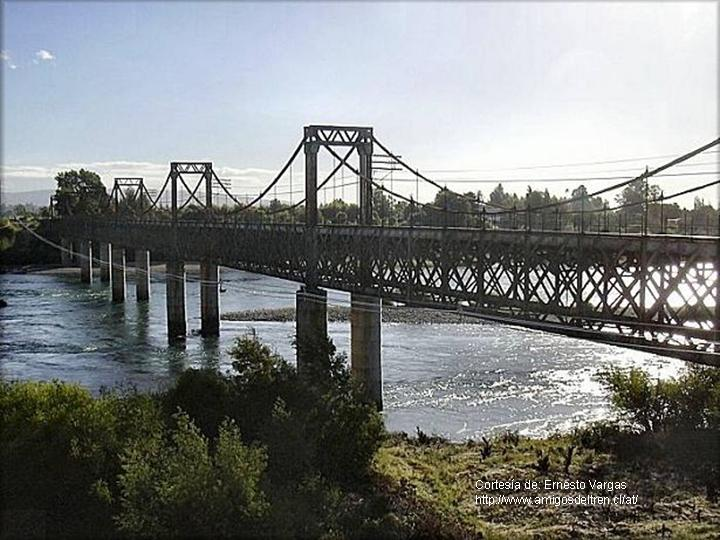
Eisenbahnbrücke über den Río Toltén

Am Río Toltén liegt das Campinggebiet Balneario Isla Municipal. Das Wahrzeichen Pitrufquéns ist die Eisenbahnbrücke über den Río Toltén. Sie stürzte am 18. August 2016 unter einem Güterzug ab.

## Wirtschaft
Der Tourismus spielt die wichtigste wirtschaftliche Rolle, daneben gibt es Schafzucht, Forstwirtschaft, Industrie und Landwirtschaft.
In Pitrufquén befindet sich eine Produktionsstätte des Molkereibetriebs Surlat.  Auch ist der Holzverarbeitungsbetrieb Molco S.A. ansässig.